# 驚学番長
『驚学番長』（きょうがくばんちょう）は、TBS系列で放送された特別番組・教養番組である。2012年10月放送（一部系列局除く）。MCは元プロ野球選手の清原和博で、清原は「番長」の愛称を持っていたことから、実質清原の冠番組とも言える。

## 出演者

### 番長
- 清原和博

### 副番長
- 出川哲朗

### ヤンキー生徒
- 小森純
- 鈴木奈々
- ハライチ
- ビビる大木
- ロッチ

### クラス委員長
- 長峰由紀（TBSアナウンサー）

### ナレーション
- 千葉繁
- 杉山真也（TBSアナウンサー）

## ネット局
| 放送対象地域   | 放送局                | 系列    | 放送日時                      | 遅れ日数   |
| -------------- | --------------------- | ------- | ----------------------------- | ---------- |
| 関東広域圏     | TBSテレビ（TBS）      | TBS系列 | 2012年10月3日 23:50 - 翌0:50  | 制作局     |
| 北海道         | 北海道放送（HBC）     | TBS系列 | 2012年10月3日 23:50 - 翌0:51  | 同時ネット |
| 山形県         | テレビユー山形（TUY） | TBS系列 | 2012年10月3日 23:50 - 翌0:50  | 同時ネット |
| 福島県         | テレビユー福島（TUF） | TBS系列 | 2012年10月3日 23:50 - 翌0:50  | 同時ネット |
| 静岡県         | 静岡放送（SBS）       | TBS系列 | 2012年10月3日 23:50 - 翌0:50  | 同時ネット |
| 石川県         | 北陸放送（MRO）       | TBS系列 | 2012年10月3日 23:50 - 翌0:50  | 同時ネット |
| 福岡県         | RKB毎日放送（RKB）    | TBS系列 | 2012年10月3日 23:50 - 翌0:50  | 同時ネット |
| 長崎県         | 長崎放送（NBC）       | TBS系列 | 2012年10月3日 23:50 - 翌0:50  | 同時ネット |
| 熊本県         | 熊本放送（RKK）       | TBS系列 | 2012年10月3日 23:50 - 翌0:50  | 同時ネット |
| 中京広域圏     | 中部日本放送（CBC）   | TBS系列 | 2012年10月9日 0:50 - 1:50     | 5日遅れ    |
| 鹿児島県       | 南日本放送（MBC）     | TBS系列 | 2012年10月11日 0:10 - 1:10    | 7日遅れ    |
| 宮城県         | 東北放送（TBC）       | TBS系列 | 2012年10月13日 0:35 - 1:35    | 9日遅れ    |
| 青森県         | 青森テレビ（ATV）     | TBS系列 | 2012年10月14日 10:00 - 11:00  | 11日遅れ   |
| 岡山県・香川県 | 山陽放送（RSK）       | TBS系列 | 2012年10月15日 23:50 - 翌0:50 | 12日遅れ   |
| 近畿広域圏     | 毎日放送（MBS）       | TBS系列 | 2012年10月25日 0:55 - 1:55    | 21日遅れ   |
| 広島県         | 中国放送（RCC）       | TBS系列 | 2013年1月9日 0:05 - 1:05      | 97日遅れ   |

## スタッフ
- 構成作家：武田郁之輔、吉田聡、松本建一
- 映像協力：T3Media
- 協力：日本蛇族学術研究所、赤坂AAクリニック、アフロ、アマナイメージズ
- TM／TD：高松央（TBS）
- VE：木野内洋
- チーフカメラ：中島文章
- MIX：藤井忍
- LD：夏井茂之
- 美術プロデューサー：中原茂樹
- 美術デザイナー：中川日向子
- 美術制作：澁谷政史
- 装置：正代俊明、松村美保
- 電飾：吉田晃子
- 装飾：後藤千鶴
- 衣裳：渥美智恵
- 持道具：小澤友香
- ヘアメイク：石月裕子
- CG：梅沢智仁
- イラスト：森本レオリオ
- 音効：松田創（Thee BLUEBEAT）
- リサーチ：フォーミュレーション
- 編集：木村有宏（The TUBE）
- MA：阿世知貴彦（The TUBE）
- 編成：保津章二（TBS）
- 宣伝：磯崎裕啓（TBS）
- AD：一樂千恵、久保光史、大宮司紀子、松田彩花、平内裕子、新堀慎祐、内田愛美
- AP：岬千鶴（極東電視台）
- ディレクター：寺田裕樹（TBS）、黒澤寛（クリーク・アンド・リバー社）、青木章浩・津宏典（極東電視台）
- 総合演出：佐藤稔久（極東電視台）
- プロデューサー：樋江井彰敏（TBS）、首藤光典・中附智貴（極東電視台）
- 制作協力：極東電視台
- 製作著作：TBS